# Agnes Henningsen
Agnes Kathinka Malling Henningsen (18 de noviembre de 1868 - 21 de abril de 1962) fue una autobiógrafa danesa y activista por la libertad sexual. Sus escritos se centraron en el amor y el sexo, al igual que en su propia vida.

## Biografía
Henningsen nació en la finca Skovsbo en el sur de Funen, Dinamarca, donde su padre era el granjero. Sus padres murieron cuando ella era joven y la familia envió a su hermana y a ella misma al internado de niñas de Antvorskov, cerca de Slagelse. Más tarde se casó con Mads Henningsen, un maestro de escuela, con quien tuvo tres hijos antes de que el matrimonio terminó en divorcio después de que él la dejara para emigrar a Estados Unidos. El padre de su cuarto hijo, el arquitecto y diseñador Poul Henningsen, fue el escritor Carl Ewald. Como madre soltera, Agnes Henningsen se ganó la vida durante un tiempo como peluquera en el centro de Copenhague, pero luego dedicó todo su tiempo a escribir.
Mientras todavía estaba casada, desarrolló una amistad con Herman Bang quien, en 1891, la ayudó a publicar una serie de cuentos en el periódico København con el seudónimo de Helga Maynert. Tras varios años difíciles en Copenhague, en 1898 se mudó a Roskilde, donde se concentró en la escritura. 
En 1899, publicó su primera novela, Glansbilledet (La imagen brillante), seguida inmediatamente por Strømmen (La corriente). Influenciadas por el impresionismo de Bang, sus personajes representan mujeres algo frías y depresivas que sufren de falta de trabajo y actitudes egocéntricas serias. En 1900, inició un período de viajes frecuentes con sucesivos nuevos amantes e interesantes amistades con figuras de la escena cultural de Copenhague que la llevaron a retratar a Gustav Wied, Holger Drachmann y Georg Brandes. Después de pasar un largo período en Polonia, en 1901 ganó fama literaria con Polens Døtre (Las hijas de Polonia), una obra íntima que describe las infelices relaciones que dos mujeres tienen con el mismo hombre, como resultado de sus opiniones platónicas y recelos sobre el sexo.
En 1919 se casó con el escritor Simon Koch, pero continuó sus relaciones extramatrimoniales, negándose a adoptar las convenciones de la burguesía.

### Sus obras más exitosas
Sus ocho volúmenes de memorias, (Erindringer) entre 1941 y 1955, que trazan los diversos episodios de su vida
- Let Gang paa Jorden (Stepping Lightly on the Ground),

- Letsindighedens Gave (Gift of Recklessness)
- Byen erobret (City Conquered)
- Kærlighedssynder (Sins of Love)
- Dødsfjende-Hjertenskær (Mortal Enemy-Heartthrob)
- Jeg er Levemand (I'm Alive)
- Den rige Fugl (The Rich Bird)
- Skygger over Vejen (Shadows on the Road).[1]

Durante la mayor parte de su vida, sus contemporáneos no agradaron a Henningsen por su comportamiento y puntos de vista sexuales libres, pero más tarde vio un interés más positivo en su trabajo por parte de la generación más joven. Cuando se fundó la Academia Danesa en 1960, ella era una de sus dos miembros femeninas, la otra era Karen Blixen .